# Le Prophète Élie au désert
Le Prophète Élie au désert est une icône russe fort ancienne dont les origines sont difficiles à identifier. Elle figure toutefois parmi les rares icônes de Pskov connues du XIIIe siècle. Elle pourrait être l'une des plus anciennes, proche des fresques de l'Église de la Transfiguration-du-Sauveur du monastère de la Miroja ou de l'Église de la Transfiguration-du-Sauveur-sur-Néréditsa. Elle représente Élie, un prophète majeur dans les religions abrahamiques. C'est une icône jitié dont les polés racontent la vie du prophète. Elle date du milieu du XIIIe siècle.

## Particularités
Le style de l'icône est archaïque. Le visage du prophète est allongé et austère. Le fond argenté et les couleurs utilisées (olive, vert, orange, rouge) sont typiquement pskoviennes et diffèrent des couleurs et des fonds dorés utilisés plus souvent par les peintres de Novgorod.
Le prophète médite dans un désert montagneux ; il écoute attentivement la voix de Dieu . Au-dessus de lui, une déisis à sept personnages en buste occupe la partie supérieure de l'icône. C'est une des plus anciennes déïsis de l'art russe. Elle remonte à la tradition byzantine. Une série de saints est placée sur les côtés de l'icône avec également des scènes de la vie du prophète. Le visage d'Élie est tout de douceur et de simplicité. Ses traits, d'une particulière beauté, sont bien individualisés. Cette approche individuelle du sujet par l'artiste est un trait particulier des icônes de Pskov. Les kleimos présentent différents types de paysages et d'architectures. Ils sont mis en valeur par des couleurs roses, rouges, cinabres, qui contrastent avec les violets, les bleus, les verts. Ces couleurs donnent à la composition une rare force intérieure ainsi qu'un dynamisme puissant. C'est en même temps une icône très pittoresque, avec un rythme naturel et une logique décorative.
Elle proviendrait de l'église du Prophète Élie dans la paroisse de Vybouty (ru) située à 12 km de Pskov. Elle se trouve aujourd'hui à la Galerie Tretiakov à Moscou.

## Détail des polés

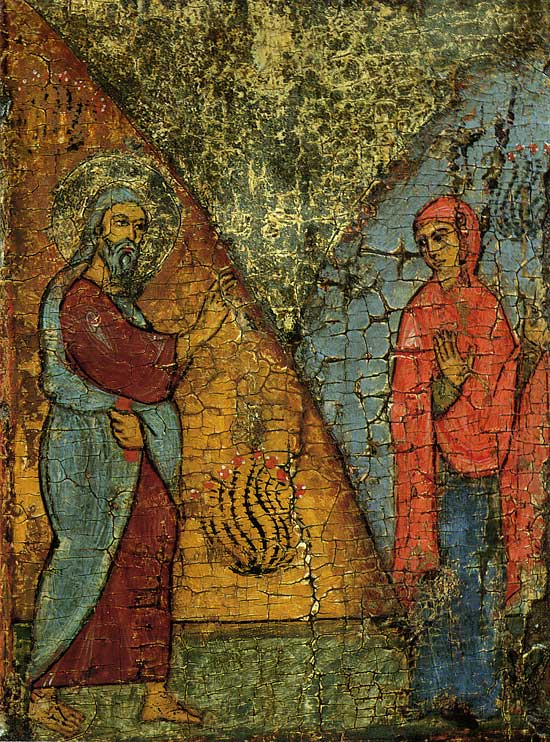
Élie rencontre la veuve Sarept
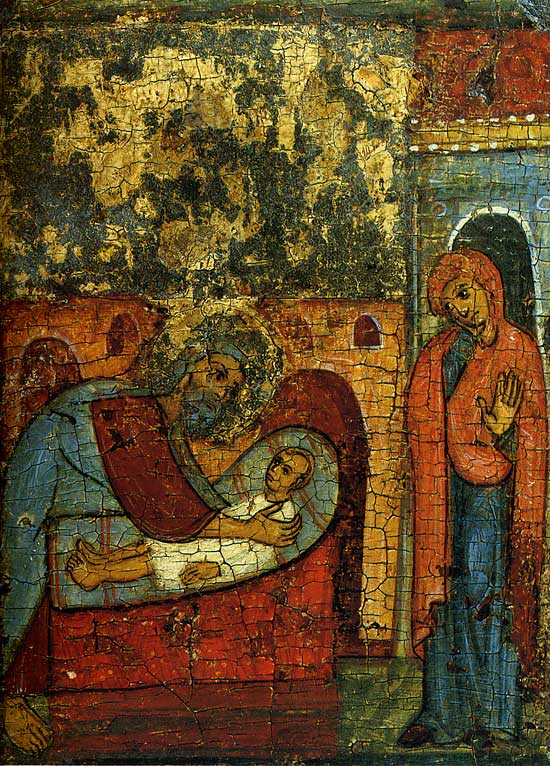
Élie ressuscite le fils de la veuve
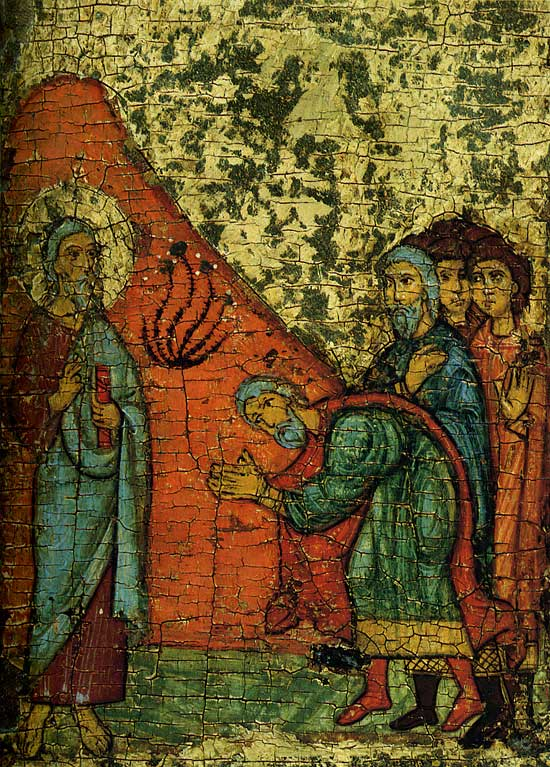
Abdias, messager du roi Akhab rencontre Élie